# ウィリアム・ハーシェル
サー・フレデリック・ウィリアム・ハーシェル（Sir Frederick William Herschel, 1738年11月15日 - 1822年8月25日）は、ドイツのハノーファー出身のイギリスの天文学者・音楽家・望遠鏡製作者。ドイツ語名はフリードリヒ・ヴィルヘルム・ヘルシェル（Friedrich Wilhelm Herschel）である。天王星の発見や赤外線放射の発見など、天文学における数多くの業績で知られる。

## 生涯
フリードリヒ・ヴィルヘルム・ヘルシェルはハノーファーの家の10人兄弟姉妹の4番目の子供として生まれた（うち4人は早世している）。1753年、父イザークと長兄ヤーコプが勤めていたハノーファー近衛連隊の楽団にオーボエ奏者として入団した。当時イギリスとハノーファー選帝侯国はジョージ2世の下で同君連合を組んでいた。1755年、彼の楽団はイギリスへの赴任を命じられた。ヘルシェルは短期間で英語を習得し、1757年にイギリスに渡って名前をフレデリック・ウィリアム・ハーシェルと名乗るようになった。
イギリスでのハーシェルは音楽教師として、また楽団長として成功を収めた。ハーシェルはヴァイオリンやオーボエ、後にはオルガンも演奏した。彼は24曲の交響曲や数多くの協奏曲・教会音楽などを作曲した。しかし今日では彼の曲の多くは忘れられている。ハーシェルはニューカッスルやリーズ、ハリファックスのオーケストラの団長を務めた後、バースでオクタゴン・チャペルのオルガン奏者に就任した。この地で彼は市民音楽会指揮者の職にも就いた。この頃に妹のカロライン・ハーシェルもイギリスに移り、彼と共に生活するようになった。
ハーシェルは音楽に携わるうちに次第に数学にも興味を抱くようになり、さらに天文学も学ぶようになった。1773年頃から本格的に天文学に携わり、自ら望遠鏡を製作し始め、天文学者のネヴィル・マスケリンと面識を得るようになった。ハーシェルは月を観測して月面の山の高さを測定したり、二重星のカタログの編纂などを行なった。
ハーシェルの人生の転機は1781年3月13日に訪れた。この日、彼はバースのニュー・キング・ストリート19番地にある自宅で天王星を発見した。この発見によって彼は一躍有名人となり、以後天文学の研究に専念するようになった。当時のイギリス王ジョージ3世を称えてこの新惑星に「ジョージの星」( "Georgium Sidus" ) と命名したことで、彼の名声は一層高まった（実際にはこの名前は定着せず、特にフランスではこの惑星をイギリス王の名前で呼ぶことは敬遠されたため、"Uranus" という名称が定着する以前はもっぱら "Herschel" と呼ばれていた）。この年、ハーシェルはコプリ・メダルを受賞し、王立協会会員に推薦された。1782年にハーシェルはジョージ3世から国王付天文官（ "The King's Astronomer" ）に任命され、彼と妹は1782年8月1日にバッキンガムシャー（現バークシャー）のダチェットに移住した。ここでも彼は望遠鏡製作者としての仕事を続け、数多くの望遠鏡を天文学者に販売した。
1783年にハーシェルはカロラインに1台の望遠鏡を与え、これをきっかけにして彼女も天文学上の発見（特に彗星の発見）をなすこととなった。カロラインは兄の助手として働き、彼が望遠鏡で観測を行なう際には記録係を務めた。
ダチェットの地は湿気が多い環境だったため、1785年6月にハーシェル兄妹はオールド・ウィンザーのクレイ・ホールに転居した。クレイ・ホール・ファームは彫刻家ペーター・シェーマーケルスによる胸像がウィンザー教区教会に置かれているトップハム・フートの父、サミュエル・フートが所有していた。トップハムの母はこのファームを兄弟のリチャード・トップハムに売却し、リチャードはシドニー・ブリュークラークに相続した。1786年4月3日にハーシェル達はウィンザー・ロードのスラウに移り住んだ。ハーシェルは以後の生涯をこの地で過ごし、彼の家は「オブザバトリー・ハウス」（ "Observatory House" ）の名で知られるようになった。1963年に高層オフィスビルを建設するためにこの家は取り壊され、現在はない。
1788年5月7日、ハーシェルはスラウのアプトンにあるセント・ローレンス教会で未亡人メアリー・ピットと結婚した。これ以来妹のカロラインは離れに住むようになったが、その後もハーシェルの助手を務めた。

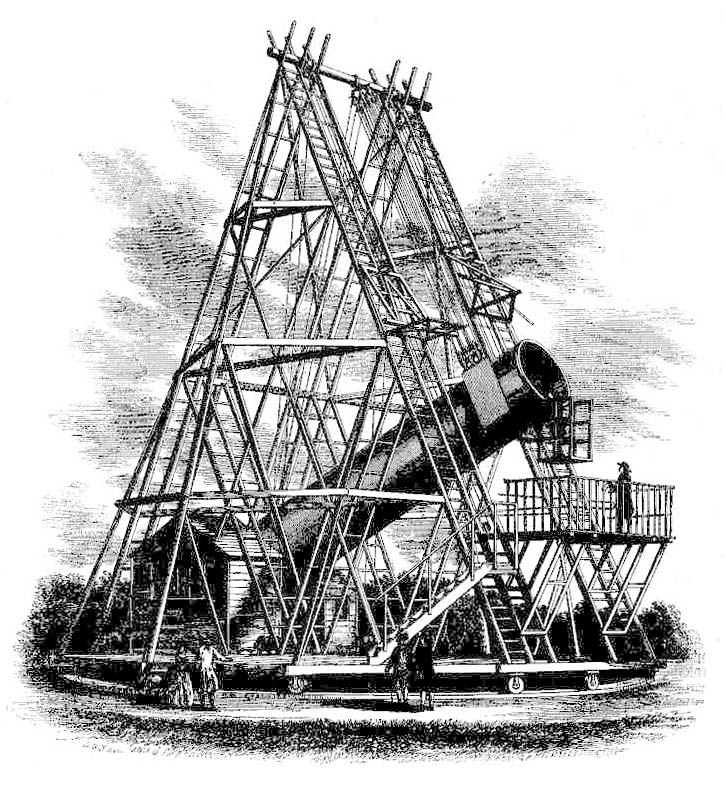
40フィート望遠鏡

ハーシェルはその生涯で400台以上の望遠鏡を製作した。その中でも最大で最も有名な望遠鏡は焦点距離40フィート(12m)、口径49 1/2 インチ (126cm) の反射望遠鏡（40フィート望遠鏡）である。1789年8月28日、この大望遠鏡を使っての初観測で彼は土星の新たな衛星エンケラドゥスを発見した。この発見から1ヶ月も経たないうちに彼はもう一つの新衛星ミマスも発見した。しかしこの40フィート望遠鏡は非常に扱いにくかったため、ハーシェルの観測の多くはより小さな焦点距離20フィート (6.1m) の望遠鏡を使って行なわれた。ハーシェルは望遠鏡の口径の一部を覆い隠すことによって非常に高い角分解能が得られることを発見した。この原理は今日の天文学における干渉法の基礎をなすものである。なお、40フィート望遠鏡は老朽化により1839年に息子ジョンにより解体され、現在は反射鏡と鏡筒の一部のみが保存されている。
1792年3月7日、ハーシェルとメアリーの間に息子ジョンが生まれた。1816年には摂政皇太子（後のジョージ4世）からナイトに叙せられた。彼は1820年にロンドン天文学会を共同で設立した。この学会は1830年に勅許を得て王立天文学会となった。
1822年8月25日、ハーシェルはスラウのオブザバトリー・ハウスで没し、アプトンのセント・ローレンス教会近くに埋葬された。
息子のジョン・ハーシェルも天文学者として名を成し、写真の研究でも名を残した。またウィリアムの弟のアレクサンダーもイギリスに移住し、カロラインとウィリアムの家の近くに住んでいた。
ハーシェルが数多くの望遠鏡を製作し、また天王星を発見したバースの家は現在ではウィリアム・ハーシェル博物館となっている。

## その他の天文学上の業績

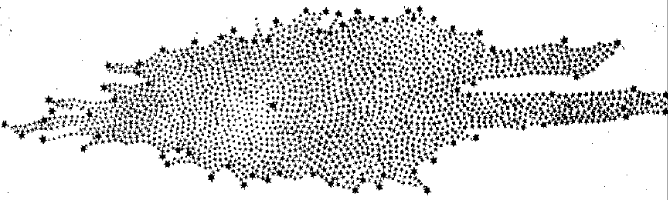
ハーシェルが恒星の計数観測に基づいて描いた天の川銀河の構造

ハーシェルは後半生に土星の2個の衛星、ミマスとエンケラドゥスを発見し、天王星の衛星チタニアとオベロンも発見している。これらの衛星の名前はハーシェル自身によってではなく、息子のジョン・ハーシェルによってウィリアムの死後の1847年と1852年にそれぞれ命名された。
ハーシェルは星雲の大規模なカタログを編纂する仕事にも取り組んだ。また、二重星の研究も続け、二重星の多くがそれまで考えられていたような見かけの二重星ではなく、実際に連星であることを最初に発見した。このことは、天体のケプラー運動が太陽系外でも成立していることを示唆した先がけであった。
恒星の固有運動の研究から、ハーシェルは我々の太陽系が宇宙空間の中を運動していることに初めて気づき、その運動のおよその方向を求めた。また、天の川の構造を研究し、天の川を構成する星々が円盤状に分布することを明らかにした。天の川を直径約6,000光年、厚み1,100光年とし、太陽がほぼ中心に位置していると考えた。ハーシェルの天の川銀河のモデルは、すべての恒星の実際の光度が皆等しく見かけの光度がその星までの距離のみに依存する（距離の二乗に逆比例）と仮定し、また比較的明るい星のみを数えたので、現在知られている天の川銀河の直径（約10万光年）の約20分の1のサイズとなった。ハーシェル自身は天の川銀河（＝当時認識では全宇宙）の大きさを絶対的な距離では表現しておらず、全天で一番明るい、したがって「すべての星の実際の光度は同じ」という仮定の下では太陽系に一番近いことになるシリウスまで距離を単位として、直径850、厚み155とした。現在では、もちろんハーシェルが彼の宇宙モデルの基礎にした「すべての星の実際の光度は同じ」や恒星の空間密度分布が一様であるという仮定は誤りであることが知られている。しかし、当時は個々の星までの正確な距離や実際の光度が知られていなかったにもかかわらず、夜空を600以上の区画に分けて見える星の数と明るさを記録するという地道で根気のいる作業で定量的に解析した成果であり、現在でも天の川銀河の形状などを解説するときに必ず引き合いに出される偉大な業績である。
ハーシェルはまた「星のような」を意味する "asteroid" という語を発明した（これはギリシャ語の "asteroeides" に由来し、"aster" は「星」、"-eidos" は「形」を意味する）。1802年に惑星の衛星や小惑星が恒星に似た点光源的な様態を示すことを表す際にこの語を用いた（これに対して惑星は全て円盤状に見える）。この年の3月にはヴィルヘルム・オルバースが歴史上2個目の小惑星であるパラスを発見している。
ハーシェルは数多くの重要な科学的発見を行なったが、反面、荒唐無稽な推測も嫌うことがなかった。ハーシェルは、全ての惑星、さらには太陽にすら生命はもちろん文明が存在すると考えていた。太陽は低温の固い表面を持ち、不透明な雲の層がこの表面を高温の大気から守っているとし、この奇妙な環境に適応した様々な生物種がその上に生息すると考えていた。またハーシェルは太陽系の惑星の配置を彼が傾倒していた音楽理論と結びつけるなど、現代の天文学以前の世代の存在であることも確かである。

## 赤外線放射の発見
1800年頃にはハーシェルは赤外線放射を発見している。彼は太陽光をプリズムに透過させ、可視光のスペクトルの赤色光を越えた位置に温度計を置く実験を行なった。この実験で温度計の温度は上昇し、このことから彼は、赤色光の先にも目に見えない光が存在すると結論づけた。

## 命名
- ケフェウス座μ星はこれまで知られている最も半径の大きな恒星のひとつで、「ハーシェルのガーネット・スター」として知られている。
- 月と火星のクレーターにハーシェルの名前が付けられたものがある（「ハーシェル (月のクレーター)」および「ハーシェル (火星のクレーター)」を参照）。
- 土星の衛星ミマスの巨大なクレーターも「ハーシェル・クレーター」と命名されている。
- 1964年に発見された小惑星番号2000番の小惑星には「ハーシェル」と命名された。
- "Uranus"（ウラヌス）という名称が定着するまでは、18世紀から19世紀にかけて、一部の天文学者は天王星のことを "Herschel"（ハーシェル）と呼んでいた（天王星を表す惑星記号として現在用いられている「」はこの名残であり、"Herschel" の "H" を他の惑星記号に似せて図案化したものである）。例えば、1795年にパリで出版された『フラムスティード星図』の第3版では、天王星にあたるおうし座34番星に対して "Herschel" と記しているほか、1835年にアメリカで出版された『バリット星図』の太陽系図でも天王星を "Herschel" としている。
- カナリア諸島のラ・パルマ島にはウィリアム・ハーシェル望遠鏡がある。
- 2009年5月14日にヨーロッパ宇宙機関によって赤外線宇宙望遠鏡であるハーシェル宇宙望遠鏡が打ち上げられた。
- 現在は使われていないが、「ハーシェルの望遠鏡座」という星座が設定されたことがあった。

## 音楽作品
前述の通り、今日では天文学の業績とは裏腹に、音楽家としてのハーシェルは全くと言っていいほど忘れ去られてしまっているが、音楽家としては以下の作品を遺している。

### 交響曲
- 交響曲第1番 ト長調（1760年）
- 交響曲第2番 ニ長調（1760年）
- 交響曲第3番 ハ長調（1760年）
- 交響曲第4番 ニ短調（1760年）
- 交響曲第5番 ヘ短調（1760年）
- 交響曲第6番 変ロ長調（1760年）
- 交響曲第7番 ニ短調（1761年）
- 交響曲第8番 ハ短調（1761年）
- 交響曲第9番 ヘ長調（1761年）
- 交響曲第10番 ト短調（1761年）
- 交響曲第11番 ヘ短調（1761年）
- 交響曲第12番 ニ長調（1761年）

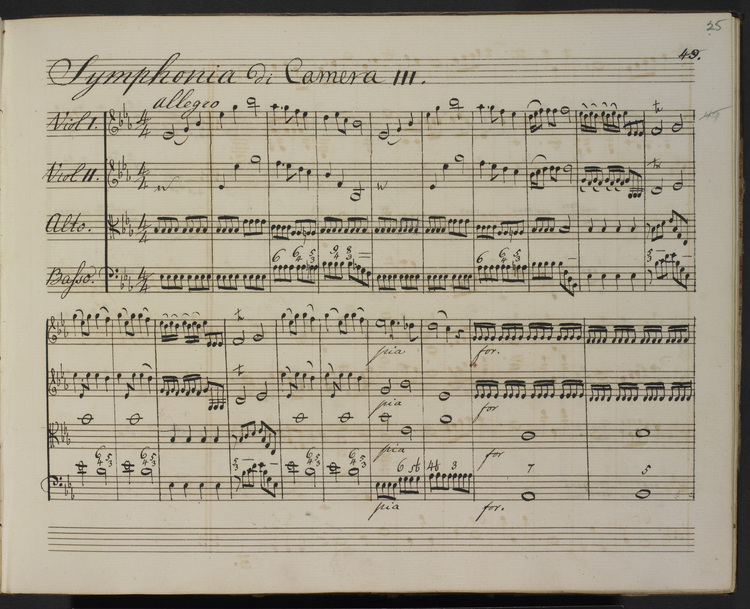
『交響曲第15番 変ホ長調』の自筆譜（1762年）

- 交響曲 ホ短調（1761年） - 断片のみ
- 交響曲第13番 ニ長調（1762年）
- 交響曲第14番 ニ長調（1762年）
- 交響曲第15番 変ホ長調（1762年）
- 交響曲第16番 変ホ長調（1762年）
- 交響曲第17番 ハ長調（1762年）
- 交響曲第18番 変ホ長調（1762年）
- 交響曲第19番 ハ短調（1762-64年）
- 交響曲第20番 ハ長調（1762-64年）
- 交響曲第21番 ロ短調（1762-64年）
- 交響曲第22番 イ短調（1762-64年）
- 交響曲第23番 ニ長調（1762-64年）
- 交響曲第24番 ハ長調（1762-64年）

### 協奏曲
- オーボエ、弦楽と通奏低音のための協奏曲 変ホ長調（1759年）
- オーボエ、弦楽と2本のホルンのための協奏曲 ハ長調（1760-62年頃）
- オーボエ、弦楽、2本のホルンと2本のファゴットのための協奏曲 ハ長調（1760-62年頃）
- オーボエ、弦楽と2本のホルンのための協奏曲 ハ長調（1760-62年頃）
- ヴァイオリン、弦楽、ファゴットと通奏低音のための協奏曲 イ短調（1760年）
- ヴァイオリン、弦楽と通奏低音のための協奏曲 ト長調（1761年）
- ヴァイオリンと弦楽のための協奏曲 ハ長調（1762年）
- ヴァイオリンと弦楽のための協奏曲 ニ短調（1764年）
- ヴィオラ、弦楽と通奏低音のための協奏曲 ニ短調（1759年）
- ヴィオラ、弦楽と通奏低音のための協奏曲 ヘ長調（1759年）
- ヴィオラと弦楽のための協奏曲 ハ長調（1761-62年） - 未完
- オルガンと弦楽のための協奏曲 ニ長調（1767年）
- オルガンと管弦楽のための協奏曲 ト長調（1767年）
- オルガンと弦楽のためのアンダンテ ト長調（作曲年不明）

### 室内楽曲
- ヴァイオリンと通奏低音のための12のソロ（1763年頃）
- チェンバロのための6つのソナタ（1769年） - ヴァイオリンとチェロは任意
- 2本のバセットホルン、2本のオーボエ、2本のファゴットのためのアンダンティーノ（作曲年不明）
- チェンバロのための3つのソナタ（作曲年不明） - ヴァイオリンとチェロは任意

### 独奏曲
- 無伴奏ヴァイオリンのための24の奇想曲（1763年）
- 鍵盤楽器のための『上行音階による25の変奏曲』（作曲年不明）
- チェンバロのための2つのメヌエット（作曲年不明）
1. ミス・シャフトのメヌエット ニ長調、2. ミス・ハドソンのメヌエット ト長調
- オルガンのための6つのフーガ（作曲年不明）
- 24のオルガンソナタ（作曲年不明） - うち10曲が紛失し、14曲が現存している
- オルガンのための33のヴォランタリーとフル・ピース（作曲年不明） - 未完
- オルガンのための24のフル・ピース（作曲年不明） - 未完
- オルガンのための12のヴォランタリー（作曲年不明） - 1曲のみ現存